# Ukko
Ukko (oppure Uku nella trascrizione estone), è una tra le più alte divinità della mitologia finlandese ed estone ma con connotazioni diverse in quanto per i finlandesi si tratta del dio del cielo ed è un essere supremo mentre per gli estoni è il dio del fuoco e della folgore.

## Origini
Ukko è una divinità del cielo, paragonabile a Zeus e Giove nelle religioni greca e romana, oppure a Indra per gli Induisti ed anche a Thor nella mitologia scandinava. Tutte queste divinità potrebbero derivare da una comune radice nella religione protoindoeuropea, rappresentata da  *Werunos. Thor ha un corrispondente nella mitologia finlandese, rappresentato da Tuuri, figura che sembra simile a Ukko.

## Caratteristiche mitologiche
L'arma principale è un martello chiamato Ukonvasara (Martello di Ukko) che può essere un'ascia od anche scagliare folgori. 

Sua moglie (Akka) è considerata la dea della fertilità ed ha tra le sue caratteristiche quella di portare fortuna nella caccia. Nella mitologia estone il suo nome cambia in Maan-Emo
Nei poemi Kalevala e Kalevipoeg Ukko non è tra i protagonisti ma viene citato più volte dagli autori.
- Nel Kalevala, Ilmatar lo invoca nel tentativo di sgravarsi dal figlio Väinämöinen rimastole in grembo per settecento anni[5].
- Nel Kalevipoeg viene citato nella benedizione che Linda lancia sulla propria famiglia prima di lasciarla per seguire Kalev nella loro nuova dimora,[6] e il dio compare sotto forma di fulmine che colpisce il mago Tuuslar quando egli rapisce Linda[7].

## Riferimenti naturali ed oggetti sacri

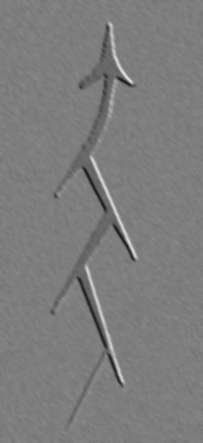
Il simbolo di Ukko

Spesso i tuoni, saette e fulmini sono collegati a Ukko così come lo sono i serpenti in quanto la forma di essi è molto simile alla rappresentazione di un fulmine e prove del culto dei serpenti si trovano tra diverse culture dei popoli baltici.
Il sorbo è una pianta a lui sacra e a lui è sacra anche la coccinella che viene chiamata ukonlehmä.